# Croton websteri
Croton websteri är en törelväxtart som beskrevs av M.J.Martinez Gordillo och J.Jiménez Ram.. Croton websteri ingår i släktet Croton och familjen törelväxter. Inga underarter finns listade i Catalogue of Life.